# John Tormey
John Tormey, né le 4 août 1937 à Willimantic dans le Connecticut, est un acteur américain.

## Biographie
John Tormey est le fils de John J. Tormey Sr. et Sara Tormey. Il épouse Norma Tormey, actrice et mannequin, avec laquelle il a un fils John J. Tormay III.
On connaît mal la vie de John Tormey.
Son rôle le plus connu à ce jour est dans Ghost Dog : La Voie du samouraï, dans lequel son jeu d'acteur a été salué par la critique. Malgré ce succès, on ne retrouve pas John Tormey dans d'autres rôles.

## Filmographie

### Cinéma

#### Long métrage
- 1997 : Un Indien à New York de John Pasquin : épicier
- 1997 : Commandements (Commandments) de Daniel Taplitz : sergent
- 1997 : Kiss Me, Guido : Patsy Zito
- 1997 : Une vraie blonde : harceleur
- 1998 : Rose Mafia : Di Marco
- 1998 : Casses en tous genres de John Hamburg : vieil homme
- 1999 : Gary & Linda : conducteur du taxi
- 1999 : Ghost Dog : La Voie du samouraï (Ghost Dog: The Way of the Samurai) de Jim Jarmusch : Louie
- 2000 : Joe Gould's Secret : Harry Kolis
- 2000 : The Yards : agent contractuel
- 2001 : Le Sortilège du scorpion de jade : Sam
- 2002 : Autour de Lucy : Tommy the Doorman
- 2004 : Dirt de Nancy Savoca : Mike
- 2004 : Mariti in affitto : Gaetano
- 2004 : Keane : 2nd Ticket Agent
- 2005 : Game 6 : George, Georgie, Giorgio
- 2005 : Bittersweet Place : Murray
- 2005 : The Honeymooners : Auctioneer
- 2005 : Stay : Custodian / Piano Mover #1
- 2007 : The Ten : Junkie Jerry Park
- 2007 : Trainwreck: My Life as an Idiot : Bum
- 2008 : Soyez sympas, rembobinez de Michel Gondry : chef de démolition
- 2008 : Parting Words de Stan Scholfield : Carmine DelVecchio
- 2009 : Je déteste la Saint-Valentin (I Hate Valentine's Day) de Nia Vardalos : Moe
- 2010 : Friendship! : conducteur de bus
- 2011 : Comment savoir de James L. Brooks : Doorman
- 2012 : Not Fade Away : oncle Paul
- 2014 : Rob the Mob : Ricky Lollipops
- 2014 : Broadway Therapy de Peter Bogdanovich : le vendeur de hot-dog (non-crédité)

#### Court métrage
- 2002 : Gunplay – le vieil homme
- 2005 : Dog Eat Dog – Herbert Dinkleman
- 2006 : The Collector – le propriétaire du bar

### Télévision
- 1995 - 1998 : New York Undercover : 
  - (saison 2, épisode 08 : Le Plus Offrant) : patron de Mark
  - (saison 4, épisode 10 : Extases mortelles) : homme en colère
- 1995 - 2003 : New York, police judiciaire (Law & Order) : 
  - (saison 6, épisode 01 : Vengeance amère) : Alan Krutsky
  - (saison 8, épisode 01 : Le Grand Frisson) : Tommy DeLuca
  - (saison 3, épisode 13 : Par contumace) : inspecteur Will Ashman
- 1996 : Swift Justice (en) (saison 1, épisode 08 : Horses) : Ed
- 1996 : New York Police Blues (NYPD Blue) (saison 4, épisode 09 : Casse-tête chinois) : Louis
- 1997 : Dellaventura (en) (saison 1, épisode 03 : Music of the Night) : Michael Dinapoli
- 2001 : Ed (saison 1, épisode 13 : La Boîte à musique) :
- 2002 : New York 911 (Third Watch) (saison 4, épisode 08 : Une journée entre filles) : Frank
- 2010 : Delocated (en) (saison 2, épisode 03 : Dog Mayor) : Nicky
- 2013 : Over/Under (téléfilm) : Louie

### Jeu vidéo
- 2002 : Mafia: The City of Lost Heaven : Vincenzo (voice)
- 2005 : The Warriors : Harrison (voice)
- 2007 : Manhunt 2 : Receptionist (voice)
- 2009 : Grand Theft Auto IV: The Ballad of Gay Tony : Vince (voix)